# 愛知県道275号奥田河和線
愛知県道275号奥田河和線（あいちけんどう275ごう おくだこうわせん）は、愛知県知多郡美浜町大字奥田と同町河和（名鉄河和線河和駅前）を結ぶ愛知県の一般県道である。

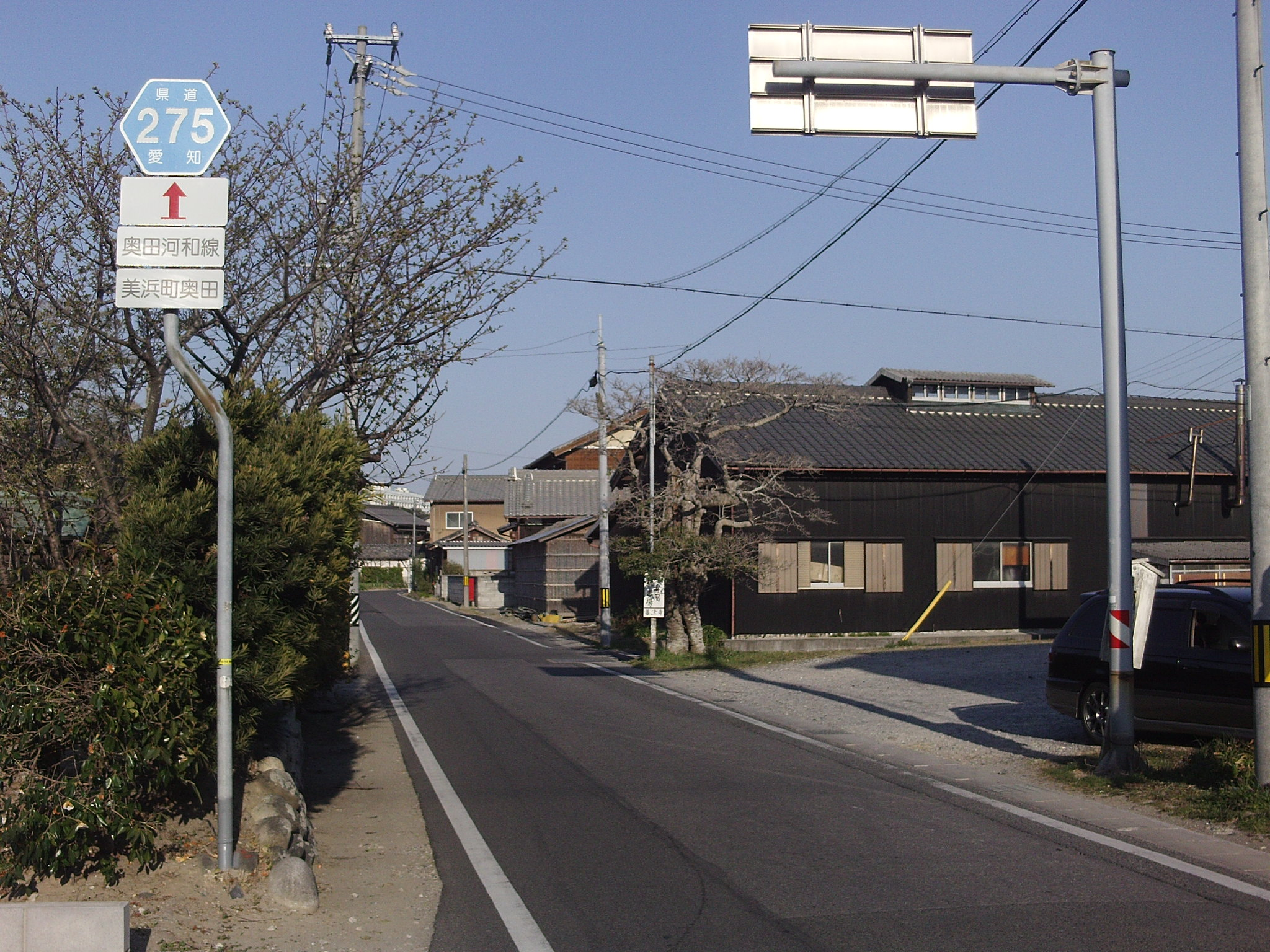
起点の美浜町大字奥田にて

## 概要
起点付近から日本福祉大学美浜キャンパス付近まで、および知多大和幼稚園付近から河和駅前までは2車線であるが、中間の日本福祉大学美浜キャンパス付近から知多大和幼稚園までは車1台が通れるほどの曲がりくねった隘路が続く。

### 路線データ
- 起点：愛知県知多郡美浜町大字奥田（国道247号交差点）
- 終点：愛知県知多郡美浜町河和（河和駅前交差点）

## 沿革
- 1959年12月15日：認定

## 通過する自治体
- 愛知県
  - 知多郡美浜町

## 交差・接続する道路
- 国道247号（美浜町大字奥田字北側、丁字交差）
- 愛知県道276号奥田内福寺南知多線（美浜町大字奥田字青木）
- 愛知県道277号野間河和線（美浜町大字河和字亀ケ坪）
- 国道247号バイパス（美浜町大字河和字西谷）
- 愛知県道274号小鈴谷河和線（美浜役場東交差点）
- 国道247号（河和駅前交差点）

## 沿道の主な施設
- 日本福祉大学美浜キャンパス
  - 日本福祉大学付属高等学校
- 知多大和幼稚園
- 知多厚生病院
- 美浜町役場
- 河和郵便局
- 名鉄河和線 河和駅